# Charles Perrault
Charles Perrault, född 12 januari 1628 i Paris, död 15 maj 1703, var en fransk författare och ämbetsman. Han var bror till Claude Perrault.

## Biografi
Som advokatson gick Charles Perrault i de bästa skolorna och blev själv advokat 1651. Senare blev han sekreterare till Jean-Baptiste Colbert och blev 1664 generalkontrollör vid departementet för de offentliga byggnaderna. Perrault vann inträde i Franska akademien 1671. Vid hans installation fick allmänheten för första gången tillträde till akten, en tradition som sedermera upprätthållits. Perrault var en inflytelserik medlem av akademien med mångsidiga konstnärliga intressen. Han deltog i flera av sin tids litterära fejder, bland annat med poemet Le siècle de Louis le grand (1687) och prosaverket Parallèles des anciens et des modernes (1688-97) där han kritiserade samtidens antikdyrkan.
Perraults varaktiga berömmelse beror framför allt på en tunn bok med åtta berättelser som utgavs 1697: Histoires ou contes du temps passé, avec des moralités: Contes de ma mère l'Oye. Charles, vid det laget 69 år, gav ut boken i sin son Pierres namn. På svenska är den känd som Gåsmors sagor, översatta flera gånger, bland annat av Hjalmar Gullberg (1955). Där finns de välkända sagorna Askungen, Törnrosa, Rödluvan, Mästerkatten i stövlar, Tummeliten med flera.
Charles Perrault förlorade sin post som sekreterare 1695, när han var 67 år gammal. Han bestämde då sig för att ägna mer tid åt sina barn.

## På svenska (urval)
- Charles Perraults sagor (översättning Julius Humble, Giron, 1873)
- Riddar Blåskägg och andra sagor (översatt och bearbetad av Elise Adelsköld, Lindblad, 1915)
- Gåsmors sagor (översättning Hjalmar Gullberg, Norstedt, 1955)
- Sagor vi aldrig glömmer (bearbetade av Claude Lanssade, översättning Katis Malmqvist, Bokborgen, 1991)